# Jurnal de Chișinău
Jurnal de Chișinău a fost un ziar pentru întreaga familie, parțial color, din Republica Moldova, care apărea de două ori pe săptămână, având unul din cele mai mare tiraje dintre ziarele autohtone. A fost fondat la Chișinău în anul 1999 ca un ziar săptămânal, fiind ulterior distribuit și în regiuni. În 2009 a fost deschis și portalul de știri jurnal.md.
A făcut parte din holding-ul Jurnal Trust Media, care mai deține și postul de televiziune generalistă Jurnal TV, postul de radio Jurnal FM, tabloidul Apropo Magazin, magazinul economic ECOnomist și agenția de publicitate Reforma Advertising.
A fost desființat la sfârșitul anului 2019, nemaifiind rentabil.

## Conținut
În 2011, Jurnal de Chișinău a lansat o campanie prin care ambele apariții săptămânale erau însoțite de cărți (pentru copii, literatură artistică), la un preț redus.
Ziarul conținea rubrici sociale, politice, economice și de divertisment (știri din show-biz, integrame, horoscop, bancuri, afișe, etc.), de asemenea pastile politice precum „Alb și Negru”, „Scrisorile lui Buraga”, „Bogat și Sărac” etc.